# Адистон (Охајо)
Адистон (енгл. Addyston) град је у америчкој савезној држави Охајо.

## Демографија
По попису из 2010. године број становника је 938, што је 72 (-7,1%) становника мање него 2000. године.
| Група             | 2000.       | 2010.       |
| Белци             | 878 (86,9%) | 833 (88,8%) |
| Афроамериканци    | 85 (8,4%)   | 53 (5,7%)   |
| Азијати           | 4 (0,4%)    | 2 (0,2%)    |
| Хиспаноамериканци | 18 (1,8%)   | 18 (1,9%)   |
| Укупно            | 1.010       | 938         |